# Strandvik
Strandvik ist ein Ortsteil der Gemeinde Bjørnafjorden in der norwegischen Provinz Vestland. Der Ort hat heute ungefähr 520 Einwohner.

## Geschichte
Strandvik war seit dem 1. Januar 1903 eine eigenständige Gemeinde in der Provinz Hordaland und hatte zeitweise 1876 Bewohner. Die Ortschaft wurde im Zuge einer Gebietsreform Anfang 1964 in Fusa eingemeindet.  Im Zuge einer weiteren Kommunalreform in Norwegen wurden Fusa und Os zum 1. Januar 2020 zur neuen Gemeinde Bjørnafjorden zusammengelegt.

## Sport
Die Beachvolleyball Vikings, das Team der Weltmeister, Olympiasieger und vierfachen Europameister Anders Mol und Christian Sørum, haben ihre Basis in dem kleinen norwegischen Ort. Hier werden auch junge Talente mit dem Ziel trainiert, weitere Spitzensportler auszubilden.

## Persönlichkeiten
- Merita Berntsen Mol (* 1969), ehemalige Beachvolleyball- und Volleyballnationalspielerin, Olympiateilnehmerin und Mentaltrainerin der Beachvolleyball Vikings
- Kåre Mol, ehemaliger Beachvolleyball- und Volleyballspieler, ehemaliger Nationaltrainer, Chefcoach der Beachvolleyball Vikings
- Anders Mol (* 1997), Teamplayer der Volleyball Vikings, Sohn von Merita und Kåre Mol
- Christian Sørum (* 1995), Teamplayer der Volleyball Vikings
- Hendrik Mol (* 1994), Beachvolleyballspieler und Partner im Team der Volleyball Vikings, Sohn von Merita und Kåre Mol, Bruder von Anders Mol
- Mathias Berntsen (* 1996), Beachvolleyballspieler und Partner im Team der Volleyball Vikings, Neffe von Merita und Kåre Mol, Cousin von Hendrik und Anders Mol
- Jemund Berntsen, Co-Trainer der Beachvolleyball Vikings, Vater von Mathias Berntsen und Bruder von Merita Berntsen Mol